# Sara Vertongen
Sara Vertongen, née le 28 octobre 1976, est une actrice belge principalement active au théâtre. Elle se fait connaître du grand public pour sa participation à la série Binnenstebuiten.

## Biographie
Sara Vertongen est née le 28 octobre 1976 d'un père belge et d'une mère britannique.
Elle suit des cours d'art dramatique au Studio Herman Teirlinck et obtient son diplôme en 1998. Après cela, elle poursuit des études au Dartington College of Arts en Angleterre.

### Théâtre
De retour en Belgique, elle travaille pour diverses compagnies théâtrales, telles que le Toneelhuis à Anvers, le théâtre pour jeunes Hetpaleis (nl) et le Théâtre royal flamand (KVS) mais aussi pour des compagnies plus petites : Action Malaise, Union Suspecte et le Théâtre de la Galafronie.
En 2005, elle développe plusieurs projets pour le Kunstencentrum De Werf à Bruges.
Elle est membre permanente de la Compagnie de théâtre musical de Louvain, Braakland/ZheBilding (nl) depuis janvier 2013.
Elle est également directrice artistique de la compagnie théâtrale Het nieuwstedelijk (nl),. Avec cette compagnie de théâtre musical, elle réalise les textes de Haroun (2018),, joue dans First contract de  Man in de mist de Christophe Aussems (nl) et Els Theunis (2021) , Hitler is dead, I repeat, Adolf Hitler is dead de Stijn Devillé (2021) et Geel Hesje de Stijn Devillé(2020),, parmi d'autres.

### Cinéma
En 2016, elle interprète le rôle principal dans le film Le Ciel flamand de Peter Monsaert, qui est sélectionné par de nombreux festivals et obtient le prix du meilleur film au Festival international du fil d'Aubagne. Dans ce film, elle joue avec sa propre fille, Esra Vandenbussche, 8 ans.

### Autres activités
Sara Vertongen participe au projet international The art of organising hope  qui vise à rassembler des artistes et activistes de plusieurs pays ( Mozambique, Serbie, Slovénie, Monténégro, Irlande, Portugal, Italie, Grèce, Royaume-Uni et Belgique) dans la création d'un nouvel espace théâtral de discussion, d'imagination et de révolution. Il est présenté en première à Ostende en août 2018 .
Elle est enseignante invitée à la LUCA School of Arts.
Par ailleurs, Sara Vertongen participe à Hart boven Hard (nl), une initiative citoyenne belge.

## Filmographie

### Courts métrages
- 2003 : Op touw gezet de Nico Van de Velde
- 2004 : The Body de Jelle Boucher
- 2010 : Now/Here de David Williamson : Ingrid

### Longs métrages
- 2001 : Olivetti 82 (nl) de Rudi Van Den Bossche : Evelien
- 2016 : Le Ciel flamand  de Peter Monsaert : Sylvie
- 2016 : A Quiet Passion de Terence Davies : Miss Lyon

### Télévision
- 1998 : Deman (série télévisée) : Anja Reybrouck
- 2003 : Verschoten & Zoon (nl) (série télévisée)
- 2004 : Sprookjes (série télévisée)
- 2011 : Het goddelijke monster (nl)(série télévisée) : Hannah Gramadil
- 2013 : Binnenstebuiten (nl)(série télévisée) : Sara Vroomans
- 2015 : Familie (série télévisée) : La mère de Lientje
- 2019 : De twaalf (nl) (série télévisée) : Inspectrice Eliane Pascual